# Stato Maggiore dell'Esercito delle Due Sicilie
Lo Stato Maggiore del Real Esercito delle Due Sicilie era l'organismo di vertice e di gestione dell'Esercito delle Due Sicilie. 
Dipendeva direttamente dal Re, attraverso il Ministero della Guerra e Marina, al cui comando era posto un tenente generale o ufficiale superiore, con l'incarico di Capo di Stato Maggiore o Capitano generale.

## Storia
Lo Stato Maggiore fu più volte sciolto e ricostituito a partire dal 1816; talvolta le sue funzioni erano divise fra più comandanti, come nel regolamento del 1818, quando fu tripartito fra tre colonnelli.
Fu solo con la riorganizzazione definitiva degli anni 1830-33, sotto Ferdinando II, che la pianta organica dello Stato Maggiore divenne stabile.
L'organizzazione era già stata definita nel 1819. Il re, o un suo delegato, deteneva il titolo di Capitano generale dell'esercito. Lo Stato Maggiore era costituito da due Comandi Generali, quello principale con sede a Napoli, e quello secondario con sede a Palermo, rispettivamente guidati da due tenenti generali: un Capo di Stato Maggiore ed un Sotto-Capo di Stato Maggiore. Essi dipendevano dal Ministero della Guerra. 
Talvolta il Re esercitava direttamente il controllo dell'esercito, scavalcando il ministero, e ordinando direttamente al Comando generale di Napoli, data la sede.